# Бетани Матек-Сандс
Бетани Лин Матек-Сандс (родена на 23 март 1985 г. в Рочестър, Минесота) е американска професионална тенисистка.
Тя живее в Маями, Флорида, но тренира във Финикс, Аризона. Матек е печелила общо пет титли на сингъл и три на двойки от веригата на ITF. В турнирите на WTA тя е играла четири финала на сингъл, а на двойки е носителка на 12 титли. През 2012 г. печели титлата на смесени двойки на турнира Аустрелиън Оупън 2012, партнирайки си с румънеца Хория Текау.

## Тенис кариера
През 1999 г. Матек играе в първото си състезание от тура на WTA във Филаделфия, където получава уайлд кард за квалификациите. Тя отпада още в първия квалификационен кръг след загуба от Нана Мияги. Това е и единственият ѝ мач в тура за годината. През 2000 г. Матек получава уайлд кард за квалификациите на турнира Липтън Интернешънъл Плейърс Чемпиъншип, провеждащ се в Кий Бискейн, Флорида, но губи в първи кръг от Анка Барна. По-късно същата година, Матек играе в първия си турнир от Големия шлем – Ю Ес Оупън. Даден ѝ е уайлд кард за квалификациите, но е отстранена в първи кръг от Жизела Ривера.
През 2001 г. Матек отново получава уайлд кард за квалификациите на турнира Ериксон Оупън в Кий Бискейн, Флорида, но отпада във втория квалификационен кръг в мача си срещу Сандра Чачич. Благодарение на уайлд кард, Матек влиза в схемата на ITF турнир, който се провежда в Бойнтон Бийч, Флорида. Тя елиминира първата поставена Елена Лиховцева в първи кръг и Дженифър Хопкинс във втори, но е спряна в четвъртфиналите от Оса Карлсон. Вследствие на тези победи тя се издига до No.343 в световната ранглиста. Матек влиза с уайлд кард в схемата на турнира в Амелия Айлънд, Флорида. Но още в първия си мач е победена от сънародничката си Джил Крейбъс. След това Матек играе на ITF турнир в Бронкс чрез уайлд кард, но губи в първи кръг от Силвия Плишке. Посредством уайлд кард, Матек участва за първи път в основната схема на турнир от Големия шлем на Ю Ес Оупън, но претърпява поражение в първи кръг срещу австралийката Алиша Молик. Матек завършва годината под номер 338 в световната ранглиста.
През 2008 г. Матек стига до No.38 на сингъл и No.24 на двойки. В турнирите от Големия шлем, най-доброто ѝ представяне идва на турнира Уимбълдън 2008, където тя записва първата си победа над тенисистка от първите 10 на света, надигравайки вицешампионката от Уимбълдън 2007 Марион Бартоли с 6 – 4, 6 – 1 в трети кръг, но на осминафиналите е елиминирана от сънародничката си Серина Уилямс. На Аустрелиън Оупън 2008 тя отпада в квалификациите, а на Ролан Гарос 2008 и Ю Ес Оупън 2008 стига до втори кръг. В турнира Ийст Уест Банк Класик, провеждащ се в Лос Анджелис, Матек участва с уайлд кард и стига до полуфиналите, където е отстранена от десетата поставена Флавия Пенета. А през месец ноември Матек играе и първия си WTA финал на турнира Бел Чалъндж в Канада. Във финалния двубой е надиграна от първата поставена в схемата Надя Петрова с 6 – 4, 4 – 6, 1 – 6.
През 2009 г. тя е принудена да пропусне Аустрелиън Оупън 2009 заради контузия. През месец март тя играе първия си мач за годината в турнира Бе Ен Пе Париба Оупън в Индиън Уелс, Калифорния и стига до втори кръг, където губи от Жизела Дулко. Тя играе и в двойковия турнир заедно с Машона Вашингтон – двете стигат до трети кръг. На Уимбълдън 2009 тя отпада в първи кръг след загуба от поставената под No.18 австралийка Саманта Стосър.
През 2010 г. Матек играе за втори път финал на турнира Бел Чалъндж, но отново губи в мача за титлата, този път от Тамира Пашек с 6 – 7(6 – 8), 6 – 2, 5 – 7. На двойки тя печели една титла и стига три финала.

### 2011
В началото на годината Матек-Сандс представя САЩ в отборния турнир Хопман Къп, партнирайки си с Джон Иснър. Там тя записва най-голямата победа в кариерата си, след като надиграва световната No.7 Франческа Скиавоне. Матек-Сандс и Иснър печелят турнира, като побеждават тима на Белгия, представен от Жустин Енен и Рубен Бемелманс.
Доброто ѝ представяне продължава и на турнира Муриля Хобарт Интернешънъл 2011, където тя стига до третия си WTA финал на сингъл. Във финалния двубой е победена от Ярмила Грот с 4 – 6, 3 – 6.
На Аустрелиън Оупън 2011 Матек-Сандс губи от квалификантката Аранча Рус в първи кръг. На двойки жени стига до четвъртфиналите заедно с Меган Шонеси, а на смесени двойки – до полуфиналите.
През февруари Матек-Сандс участва в турнира Оупън Же Де Еф Сюез 2011, който се играе в зала и се провежда в Париж. Там тя е спряна в полуфиналната фаза, претърпявайки загуба от евентуалната шампионка Петра Квитова. На двойки обаче Матек-Сандс печели трофея заедно с Меган Шонеси без да загубят сет, отстранявайки Вера Душевина и Екатерина Макарова във финала. След Париж тя се записва в турнира Дубай Тенис Чемпиъншипс 2011, но претърпява загуба още в първи кръг от Шуай Пън.
През март Матек-Сандс играе в Бе Ен Пе Париба Оупън 2011, където на сингъл губи във втори кръг от 10-ата поставена Шахар Пеер. Партнирайки си с Меган Шонеси на двойки, американките стигат до финалния мач, но са надиграни от Саня Мирза и Елена Веснина. В следващия си турнир Сони Ериксон Оупън 2011 в Маями, Матек-Сандс отпада във втори кръг срещу световната номер едно Каролине Возняцки.
След Маями, Матек-Сандс участва във Фемили Съркъл Къп 2011, но губи от Елена Веснина във втори кръг. На двойки Матек–Сандс и Шонеси играят финал, но отново са победени от дуото Мирза и Веснина. В края на месец април Матек-Сандс се включва в клей турнира Ещорил Оупън 2011, където е поставена под номер 5 в основната схема, но участието ѝ приключва в първи кръг след загуба от Моника Никулеску.
На Мутуа Мадрид Оупън 2011 Матек-Сандс записва победа в първи кръг над бившата номер 1 Ана Иванович с 0 – 6, 6 – 4, 6 – 4. Впоследствие стига до четвъртфиналите, където е спряна от Ли На в три сета. На турнира Интернационали БНЛ д'Италия 2011 Матек-Сандс среща в първи кръг представителката на домакините Флавия Пенета и я побеждава в три сета, но още в следващия си мач е отстранена от Ярмила Гайдошова. Американката участва на Ролан Гарос 2011 и стига до трети кръг, където претърпява загуба от Йелена Янкович.
На Уимбълдън 2011 Матек-Сандс отпада още в първи кръг след загуба от 133-тата в света японка Мисаки Дой.
През юли и август, тя се оттегля от всичките си планирани турнири поради контузия в рамото. Прави опит да играе на Ю Ес Оупън 2011, но губи от Полона Херцог в първи кръг. На турнира за двойки жени, тя си партнира с Ярмила Гайдошова – двете стигат до трети кръг, където са отстранени от евентуалните шампионки Лизел Хубер и Лиса Реймънд.

### 2012
Матек-Сандс започва годината отново с Хопман Къп 2012, но този път в отбор с Марди Фиш. Претърпява загуби от шампионката от Уимбълдън 2011 Петра Квитова и Каролине Возняцки, но побеждава представителката на българския отбор Цветана Пиронкова. Следващият ѝ турнир е Муриля Хобарт Интернешънъл 2012, където губи във втори кръг на сингъл от Сорана Кърстя, а на двойки стига до полуфиналите заедно с Ярмила Гайдошова, но се отказва при резултат 1 – 3 заради болки във врата.
На Аустрелиън Оупън 2012 Матек-Сандс отпада в първи кръг срещу Агнешка Радванска. На двойки стига до трети кръг заедно с Ярмила Гайдошова, а на смесени двойки си партнира с румънеца Хория Текау, с когото печелят титлата, отстранявайки Елена Веснина и Леандер Паеш във финала.
Матек-Сандс преодолява квалификациите на турнира в зала в Париж, но в основната схема претърпява загуба от Роберта Винчи във втори кръг.
Саня Мирза и Матек-Сандс печелят титлата на двойки на турнира Бръсълс Оупън 2012. Двете участват заедно и на Ролан Гарос 2012, но отпадат в първи кръг. На Уимбълдън 2012 успяват да стигнат до трети кръг, но са елиминирани от сестрите Уилямс.
Заедно с Мирза си партнира и на Роджърс Къп 2012, където стигат четвъртфинал, а на Ю Ес Оупън 2012 са отстранени в трети кръг в три сета от евентуалните шампионки от Италия Сара Ерани и Роберта Винчи.

### 2013
Още в началото на годината, Матек-Сандс и Мирза печелят трофея на двойки на турнира Бризбейн Интернешънъл 2013. Месец по-късно си извоюват и титлата на Дубай Тенис Чемпиъншипс 2013.
През месец февруари, след серия от разочароващи резултати на сингъл, Матек-Сандс стига до четвъртия си WTA финал. Американката е надиграна във финалния двубой в три сета от Каролина Плишкова с 6–1, 5–7, 3–6.
През април Матек-Сандс участва в Порше Тенис Гран при 2013. На сингъл тя стига до полуфиналите, където е спряна от Ли На, а на двойки играе финал заедно с Мирза, но тимът губи от германското дуо Сабине Лисицки и Мона Бартел с 4–6, 5–7.
На Ролан Гарос 2013 американката записва победа над шестата поставена в схемата Ли На във втори кръг. Участието ѝ преключва в осминафиналите, след като отстъпва на Мария Кириленко с 5–7, 4–6.
На Уимбълдън 2013 Матек-Сандс е отстранена от Анжелик Кербер в първи кръг.
През юли Матек-Сандс участва в турнира Открито първенство на Южна Калифорния 2013, където в първи кръг записва победа срещу Моника Пуиг, но във втори отстъпва на 4-тата поставена Роберта Винчи.
През месец август Матек-Сандс преминава квалификациите на Роджърс Къп 2013, но отпада в първия си мач в основната схема. На Уестърн енд Съдърн Оупън 2013 е отново надиграна от Винчи в първи кръг. Следва US Open 2013, където тя преодолява първия си двубой след победа над Матилде Йохансон, но в следващата фаза е отстранена от 24-тата поставена Екатерина Макарова с 4–6, 4–6.
В началото на септември американката е поставена под No.4 в основната схема на Бел Чалъндж 2013; след успех в първия си двубой, Матек-Сандс се отказва в третия сет на мача си от втори кръг срещу Айла Томлянович, заради травма в дясното коляно.

## Мода
Матек е известна с ексцентричния си и нестандартен моден усет на корта, който ѝ носи прякора „Лейди Гага в тенис средите“. Едни от най-отличителните ѝ екипи включват екип с леопардова щампа на Ю Ес Оупън 2004 и Ю Ес Оупън 2007, каубойска шапка на райетa на Ю Ес Оупън 2005, екип с футболна тематика на Уимбълдън 2006, който включва калци за 10 паунда, обици във формата на полилей, розови чорапи, стигащи до коляното и т.н. По време на партито преди началото на Уимбълдън 2011 в Лондон, Матек-Сандс облича флуоресцентна зелена рокля, покрита с тенис топки.

## Личен живот
На 29 ноември 2008 г. тя се жени за Джъстин Сандс в Нейпълс, Флорида; оттогава тя използва професионално името Бетани Матек-Сандс. Тя живее във Финикс, Аризона заедно със съпруга си и 70-килограмовото си куче Руджер.

## Финали на турнири отWTA Тур

### Сингъл: 4 (0–4)
| Легенда                            |
| ---------------------------------- |
| Турнири от Големия шлем (0–0)      |
| Шампионат на WTA Тур (0–0)         |
| Задължителни Висши & Висши 5 (0–0) |
| Висши (0–0)                        |
| Международни (0–4)                 |

| Финали по настилка |
| ------------------ |
| Твърда (0–2)       |
| Трева (0–0)        |
| Клей (0–0)         |
| Мокет (0–2)        |

| Изход      | No. | Дата              | Турнир                                         | Настилка  | Опонент           | Резултат           |
| ---------- | --- | ----------------- | ---------------------------------------------- | --------- | ----------------- | ------------------ |
| Финалистка | 1.  | 2 ноември 2008    | Бел Чалъндж, Квебек, Канада                    | Мокет (з) | Надя Петрова      | 6–4, 4–6, 1–6      |
| Финалистка | 2.  | 19 септември 2010 | Бел Чалъндж, Квебек, Канада                    | Мокет (з) | Тамира Пашек      | 6–7(6–8), 6–2, 5–7 |
| Финалистка | 3.  | 15 януари 2011    | Муриля Хобарт Интернешънъл, Хоубарт, Австралия | Твърда    | Ярмила Гайдошова  | 4–6, 3–6           |
| Финалистка | 4.  | 3 март 2013       | Малайзиън Оупън, Куала Лумпур, Малайзия        | Твърда    | Каролина Плишкова | 6–1, 5–7, 3–6      |

(з) = В зала

### Двойки: 22 (12–10)
| Легенда                            |
| ---------------------------------- |
| Турнири от Големия шлем (0–0)      |
| Шампионат на WTA Тур (0–0)         |
| Задължителни Висши & Висши 5 (0–1) |
| Висши (8–4)                        |
| Международни (4–5)                 |

| Финали по настилка |
| ------------------ |
| Твърда (5–4)       |
| Трева (0–1)        |
| Клей (7–4)         |
| Мокет (0–1)        |

| Изход      | No. | Дата              | Турнир                                                                        | Настилка          | Партньор                   | Опоненти                           | Резултат              |
| ---------- | --- | ----------------- | ----------------------------------------------------------------------------- | ----------------- | -------------------------- | ---------------------------------- | --------------------- |
| Шампионки  | 1.  | 15 август 2004    | Одлум Браун Ванкувър Оупън, Ванкувър, Канада                                  | Твърда            | Абигейл Спиърс             | Елс Каленс Анна-Лена Грьонефелд    | 6–3, 6–3              |
| Финалистки | 1.  | 14 август 2005    | Джи Пи Морган Чейс Оупън, Лос Анджелис, САЩ                                   | Твърда            | Анджела Хайнс              | Елена Дементиева Флавия Пенета     | 2–6, 4–6              |
| Финалистки | 2.  | 14 май 2006       | И Си Ем Прага Оупън, Прага, Чехия                                             | Клей (червен)     | Ашли Харклроуд             | Марион Бартоли Шахар Пеер          | 4–6, 4–6              |
| Финалистки | 3.  | 21 май 2006       | Гран при на Нейно Кралско Височество принцеса Лала Мерием 2011, Рабат, Мароко | Клей (червен)     | Ашли Харклроуд             | Джън Дзие Ян Дзи                   | 1–6, 3–6              |
| Шампионки  | 2.  | 22 юли 2007       | Синсинати Мастърс, Синсинати, САЩ                                             | Твърда            | Саня Мирза                 | Алина Жидкова Татяна Пучек         | 7–6(7–4), 7–5         |
| Шампионки  | 3.  | 23 февруари 2008  | Копа Колсанитас, Богота, Колумбия                                             | Клей (червен)     | Ивета Бенешова             | Йелена Котанич Тошич Мартина Мюлер | 6–3, 6–3              |
| Шампионки  | 4.  | 13 април 2008     | Бауш енд Ломб Чемпиъншипс, Амелия Айлънд, САЩ                                 | Клей (зелен)      | Владимира Ухлиржова        | Виктория Азаренка Елена Веснина    | 6–3, 6–1              |
| Шампионки  | 5.  | 19 април 2009     | Фемили Съркъл Къп, Чарлстън, САЩ                                              | Клей (зелен)      | Надя Петрова               | Лига Декмейере Пати Шнидер         | 6–7(5–7), 6–2, [11–9] |
| Шампионки  | 6.  | 3 май 2009        | Порше Тенис Гран при, Щутгарт, Германия                                       | Клей (червен)     | Надя Петрова               | Жизела Дулко Флавия Пенета         | 5–7, 6–3, [10–7]      |
| Шампионки  | 7.  | 23 май 2009       | Открито първенство на Варшава, Варшава, Полша                                 | Клей (червен)     | Ракел Копс-Джоунс          | Ян Дзи Джън Дзие                   | 6–1, 6–1              |
| Финалистки | 4.  | 21 февруари 2010  | Селюлър Саут Къп, Мемфис, САЩ                                                 | Твърда (з)        | Меган Шонеси               | Михаела Крайчек Ваня Кинг          | 5–7, 2–6              |
| Шампионки  | 8.  | 11 април 2010     | Шампионат на Ем Пи Ес Груп, Понте Ведра Бийч, САЩ                             | Клей (зелен)      | Ян Дзи                     | Чуан Чиа-юн Шуай Пън               | 4–6, 6–4, [10–8]      |
| Финалистки | 5.  | 13 юни 2010       | АЕГОН Класик, Бирмингам, Великобритания                                       | Трева             | Лизел Хубер                | Кара Блек Лиса Реймънд             | 3–6, 2–3 ret.         |
| Финалистки | 6.  | 28 август 2010    | Пайлът Пен Тенис, Ню Хейвън, САЩ                                              | Твърда            | Меган Шонеси               | Квета Пешке Катарина Среботник     | 5–7, 0–6              |
| Финалистки | 7.  | 19 септември 2010 | Бел Чалъндж, Квебек, Канада                                                   | Мокет (з)         | Барбора Захлавова-Стрицова | София Арвидсон Йохана Ларсон       | 1–6, 6–2, [6–10]      |
| Шампионки  | 9.  | 13 февруари 2011  | Оупън Же Де Еф Сюез, Париж, Франция                                           | Твърда (з)        | Меган Шонеси               | Вера Душевина Екатерина Макарова   | 6–4, 6–2              |
| Финалистки | 8.  | 19 март 2011      | Бе Ен Пе Париба Оупън, Индиън Уелс, САЩ                                       | Твърда            | Меган Шонеси               | Елена Веснина Саня Мирза           | 0–6, 5–7              |
| Финалистки | 9.  | 10 април 2011     | Фемили Съркъл Къп, Чарлстън, САЩ                                              | Клей (зелен)      | Меган Шонеси               | Саня Мирза Елена Веснина           | 4–6, 4–6              |
| Шампионки  | 10. | 26 май 2012       | Бръсълс Оупън, Брюксел, Белгия                                                | Клей (червен)     | Саня Мирза                 | Алисия Росолска Джън Дзие          | 6–3, 6–2              |
| Шампионки  | 11. | 5 януари 2013     | Бризбейн Интернешънъл, Бризбейн, Австралия                                    | Твърда            | Саня Мирза                 | Анна-Лена Грьонефелд Квета Пешке   | 4–6, 6–4, [10–7]      |
| Шампионки  | 12. | 23 февруари 2013  | Дубай Тенис Чемпиъншипс, Дубай, ОАЕ                                           | Твърда            | Саня Мирза                 | Надя Петрова Катарина Среботник    | 6–4, 2–6, [10–7]      |
| Финалистки | 10. | 28 април 2013     | Порше Тенис Гран при, Щутгарт, Германия                                       | Клей (червен) (з) | Саня Мирза                 | Мона Бартел Сабине Лисицки         | 4–6, 5–7              |

(з) = В зала

### Смесени двойки: 1 (1–0)
| Изход    | Година | Турнир           | Настилка | Партньор    | Опоненти                   | Резултат         |
| -------- | ------ | ---------------- | -------- | ----------- | -------------------------- | ---------------- |
| Шампиони | 2012   | Аустрелиън Оупън | Твърда   | Хория Текау | Елена Веснина Леандер Паеш | 6–3, 5–7, [10–3] |